# Триродийпентатербий
Триро̀дийпентате́рбий — бинарное неорганическое соединение, интерметаллид
тербия и родия
с формулой Rh3Tb5,
серые кристаллы.

## Получение
- Спекание стехиометрических количеств чистых веществ:

{\displaystyle {\mathsf {5Tb+3Rh\ {\xrightarrow {1200^{o}C}}\ Tb_{5}Rh_{3}}}}

## Физические свойства
Триродийпентатербий при температуре выше 900°С образует кристаллы гексагональной сингонии, пространственная группа P 63/mcm, параметры ячейки a = 0,8176 нм, c = 0,6385 нм, Z = 2,
структура типа трисилицида пентамарганца Mn5Si3.
Соединение образуется по перитектической реакции при температуре ≈1200 °C.